# خربت سلم
خربت سلم (به عربی: خربة سلم) یک منطقهٔ مسکونی در لبنان است که در استان نبطیه واقع شده‌است.

## خصوصیات
خربت سلم   ۴۳۸ متر بالاتر از سطح دریا واقع شده‌است.